# Portugal no Festival Eurovisão da Canção 2012
Portugal, apesar de ponderar retirar-se da competição, devido à crise económica e a possibilidade de um canal da RTP ser privatizado, acabou por confirmar a sua presença no Festival Eurovisão da Canção 2012, nos finais de novembro de 2011. Com esta participação, Portugal realizou a sua quadragésima sexta participação no Festival Eurovisão da Canção, batendo um novo recorde, que já lhe pertencia, como o país com mais presenças no evento, sem conseguir vencer nem conseguir nenhum lugar entre os cinco primeiros numa final.

## Festival da Canção 2012
A 9 de dezembro de 2011, a RTP abriu as candidaturas ao público em geral para a seleção nacional, estando abertas as inscrições no site oficial da RTP até 31 de dezembro de 2011. Os castings foram realizados a 5 e 6 de janeiro de 2012 em Lisboa e a 11 e 12 de janeiro de 2012 no Porto para o público em geral. Além disso, os candidatos que já tivessem um disco editado comercialmente e que fossem publicamente conhecidos, podiam enviar um tema em CD para a RTP e seriam  avaliados (interpretação/voz) pelo júri.  Isso permitiu que se selecionassem 17 candidatos: 12 selecionados mais 5 suplentes. Numa segunda fase, a RTP selecionou 12 compositores conhecidos do público português para comporem as canções para os selecionados. As canções não devem ter mais de três minutos e tem que ser interpretadas apenas em Português.
A final do Festival da Canção será realizada a 10 de março de 2012. O vencedor será decidido através de uma combinação de votação do júri e voto telefónico, através de número de valor acrescentado, em uma proporção de 50-50%.
A RTP anunciou também que Sílvia Alberto e Pedro Granger serão os apresentadores do festival, que este ano será realizado no estúdio 1 da RTP.

## Final

### Candidatos e Compositores
| #  | Artista         | Canção                      | Letra (l) / Música (m)                          | Júri | Conversão | % Televoto | Conversão | Total | Lugar |
| -- | --------------- | --------------------------- | ----------------------------------------------- | ---- | --------- | ---------- | --------- | ----- | ----- |
| 1  | Ricardo Soler   | "Gratia Plena"              | Nuno Feist / Nuno Marques da Silva              | 109  | 5         | 13,3%      | 8         | 13    | 4.º   |
| 2  | Pedro Macedo    | "Outono em forma de gente " | Pedro Marques / Daniela Varela / Jaime Oliveira | 38   | 0         |            | 5         | 5     | 8.º   |
| 3  | Tó Martins      | "Amanhã começa o meu futuro | Tozé Brito (m & l)                              | 88   | 4         |            | 0         | 4     | 11.º  |
| 4  | Gerson Santos   | "(Re)descobri Portugal "    | Tozé Santos (m & l)                             | 43   | 1         |            | 0         | 1     | 12.º  |
| 5  | Joana Leite     | "O amor é maior que a vida" | Tiago Pais Dias (m) / Marisa Liz(l)             | 78   | 3         | 3,5%       | 2         | 5     | 8.º   |
| 6  | Pamela Salvado  | "Fica a Saudade"            | Miguel Gameiro (m & l)                          | 123  | 8         |            | 4         | 12    | 5.º   |
| 7  | Cúmplice's      | "Será o que será"           | J.J. Galvão/Rui Filipe Reis                     | 151  | 10        | 7,3%       | 6         | 16    | 2.º   |
| 8  | Arménio Pimenta | "Um poema na bagagem"       | Ménito Ramos (m & l)                            | 69   | 2         | 4,6%       | 3         | 5     | 8.º   |
| 9  | Carlos Costa    | "Queres que eu dance?"      | João Só (m & l)                                 | 30   | 0         | 14,6%      | 10        | 10    | 6.º   |
| 10 | Vânia Osório    | "O mundo passa"             | Armando Teixeira                                | 115  | 6         | 2,7%       | 1         | 7     | 7.º   |
| 11 | Rui Andrade     | "Amor a Preto e Branco"     | Miguel Majer/Inês Vaz                           | 119  | 7         | 13,1%      | 7         | 14    | 3.º   |
| 12 | Filipa Sousa    | "Vida Minha"                | Andrej Babić/Carlos Coelho                      | 197  | 12        | 25%        | 12        | 24    | 1.º   |

Nota: Jorge Fernando era o compositor inicial para a canção n.º 12, mas desistiu, sendo substituído pela dupla Andrej Babić e Carlos Coelho.

### Tabela de Votações
Para ver os nomes dos artistas e das respectivas canções deverá colocar o cursor sobre as imagens numeradas de 1 a 12, que correspondem à ordem da actuação de cada canção na final do concurso.
| Ordem de Votação             | Distritos Votantes (Júris)      | Canções Pontuadas                               | Canções Pontuadas                                          | Canções Pontuadas                                          | Canções Pontuadas                                       | Canções Pontuadas                                        | Canções Pontuadas                                  | Canções Pontuadas                              | Canções Pontuadas                                        | Canções Pontuadas                                      | Canções Pontuadas                               | Canções Pontuadas                                      | Canções Pontuadas                            |
| Ordem de Votação             | Distritos Votantes (Júris)      | Artista: Ricardo Soler / Canção: "Gratia plena" | Artista: Pedro Macedo / Canção: "Outono em forma de gente" | Artista: Tó Martins / Canção: "Amanhã começa o meu futuro" | Artista: Gerson Santos / Canção: "Redescobrir Portugal" | Artista: Joana Leite / Canção: "Amor é maior que a vida" | Artista: Pamela Salvado / Canção: "Fica a saudade" | Artista: Cúmplices / Canção: "Será o que será" | Artista: Arménio Pimenta / Canção: "Um poema na bagagem" | Artista: Carlos Costa / Canção: "Queres que eu dance?" | Artista: Vânia Osório / Canção: "O mundo passa" | Artista: Rui Andrade / Canção: "Amor a preto e branco" | Artista: Filipa Sousa / Canção: "Vida minha" |
| ---------------------------- | ------------------------------- | ----------------------------------------------- | ---------------------------------------------------------- | ---------------------------------------------------------- | ------------------------------------------------------- | -------------------------------------------------------- | -------------------------------------------------- | ---------------------------------------------- | -------------------------------------------------------- | ------------------------------------------------------ | ----------------------------------------------- | ------------------------------------------------------ | -------------------------------------------- |
| 1                            | Distrito de Aveiro              |                                                 |                                                            | 3                                                          | 1                                                       | 5                                                        | 8                                                  | 10                                             | 4                                                        | 2                                                      | 7                                               | 6                                                      | 12                                           |
| 2                            | Distrito de Beja                | 7                                               |                                                            | 2                                                          | 8                                                       | 3                                                        | 4                                                  | 10                                             | 1                                                        |                                                        | 5                                               | 6                                                      | 12                                           |
| 3                            | Distrito de Braga               | 7                                               |                                                            | 2                                                          |                                                         | 3                                                        | 10                                                 | 6                                              | 4                                                        | 1                                                      | 8                                               | 5                                                      | 12                                           |
| 4                            | Distrito de Bragança            | 8                                               | 1                                                          | 2                                                          |                                                         | 7                                                        | 5                                                  | 10                                             | 3                                                        |                                                        | 4                                               | 6                                                      | 12                                           |
| 5                            | Distrito de Castelo Branco      | 10                                              | 7                                                          | 5                                                          | 3                                                       | 1                                                        | 8                                                  |                                                | 6                                                        |                                                        | 12                                              | 2                                                      | 4                                            |
| 6                            | Distrito de Coimbra             | 8                                               |                                                            | 7                                                          | 5                                                       | 1                                                        | 6                                                  | 10                                             | 2                                                        | 3                                                      |                                                 | 4                                                      | 12                                           |
| 7                            | Distrito de Évora               |                                                 |                                                            | 8                                                          | 3                                                       | 10                                                       | 7                                                  | 6                                              | 4                                                        | 1                                                      | 5                                               | 12                                                     | 2                                            |
| 8                            | Distrito de Faro                | 2                                               | 7                                                          | 10                                                         |                                                         | 6                                                        | 1                                                  | 4                                              | 5                                                        | 8                                                      | 3                                               |                                                        | 12                                           |
| 10                           | Distrito de Guarda              | 4                                               | 2                                                          | 5                                                          | 3                                                       |                                                          | 7                                                  | 10                                             |                                                          | 1                                                      | 8                                               | 6                                                      | 12                                           |
| 11                           | Distrito de Leiria              | 7                                               | 2                                                          |                                                            |                                                         | 6                                                        | 3                                                  | 10                                             | 1                                                        | 5                                                      | 8                                               | 4                                                      | 12                                           |
| 12                           | Distrito de Lisboa              | 12                                              |                                                            | 5                                                          | 1                                                       |                                                          | 8                                                  | 10                                             | 4                                                        | 2                                                      | 6                                               | 3                                                      | 7                                            |
| 14                           | Distrito de Portalegre          | 10                                              | 3                                                          |                                                            | 1                                                       | 4                                                        | 5                                                  | 6                                              | 7                                                        |                                                        | 8                                               | 2                                                      | 12                                           |
| 15                           | Distrito de Porto               | 2                                               |                                                            | 4                                                          | 1                                                       | 5                                                        | 8                                                  | 10                                             |                                                          | 3                                                      | 7                                               | 6                                                      | 12                                           |
| 16                           | Distrito de Santarém            | 7                                               | 2                                                          | 10                                                         | 1                                                       | 8                                                        | 12                                                 | 6                                              | 4                                                        |                                                        |                                                 | 3                                                      | 5                                            |
| 17                           | Distrito de Setúbal             | 12                                              | 2                                                          |                                                            | 6                                                       | 4                                                        | 5                                                  | 3                                              |                                                          | 1                                                      | 7                                               | 10                                                     | 8                                            |
| 18                           | Distrito de Viana do Castelo    | 5                                               | 2                                                          | 6                                                          | 3                                                       | 1                                                        | 7                                                  | 4                                              | 8                                                        |                                                        |                                                 | 10                                                     | 12                                           |
| 19                           | Distrito de Vila Real           |                                                 | 5                                                          | 1                                                          | 3                                                       | 2                                                        | 7                                                  | 6                                              | 8                                                        |                                                        | 4                                               | 10                                                     | 12                                           |
| 20                           | Distrito de Viseu               | 3                                               | 4                                                          | 10                                                         |                                                         | 2                                                        | 5                                                  | 8                                              | 1                                                        |                                                        | 7                                               | 6                                                      | 12                                           |
| 13                           | Região dos Açores               | 5                                               |                                                            | 4                                                          | 2                                                       | 3                                                        | 7                                                  | 12                                             | 1                                                        |                                                        | 8                                               | 6                                                      | 10                                           |
| 9                            | Região da Madeira               |                                                 | 1                                                          | 4                                                          | 2                                                       | 7                                                        |                                                    | 10                                             | 6                                                        | 3                                                      | 8                                               | 12                                                     | 5                                            |
| Resultados Parciais Júri     | Pontuação: votos                | 109                                             | 38                                                         | 88                                                         | 43                                                      | 78                                                       | 123                                                | 151                                            | 69                                                       | 30                                                     | 115                                             | 119                                                    | 197                                          |
| Resultados Parciais Júri     | Pontuação: 50% Júri             | 5                                               | 0                                                          | 4                                                          | 1                                                       | 3                                                        | 8                                                  | 10                                             | 2                                                        | 0                                                      | 6                                               | 7                                                      | 12                                           |
| Resultados Parciais Júri     | Lugar só com votação do Júri    | 6º                                              | 12º                                                        | 7º                                                         | 10º                                                     | 8º                                                       | 3º                                                 | 2º                                             | 9º                                                       | 12º                                                    | 5º                                              | 4º                                                     | 1º                                           |
| Resultados Parciais Televoto | Pontuação: votos                | 8                                               | 5                                                          | 0                                                          | 0                                                       | 2                                                        | 4                                                  | 6                                              | 3                                                        | 10                                                     | 1                                               | 7                                                      | 12                                           |
| Resultados Parciais Televoto | Lugar só com Televoto           | 3º                                              | 6º                                                         | 12º                                                        | 12º                                                     | 9º                                                       | 7º                                                 | 5º                                             | 8º                                                       | 2º                                                     | 10º                                             | 4º                                                     | 1º                                           |
| Desfecho                     | Pontos Totais (Júri + Televoto) | 13                                              | 5                                                          | 4                                                          | 1                                                       | 5                                                        | 12                                                 | 16                                             | 5                                                        | 10                                                     | 7                                               | 14                                                     | 24                                           |
| Desfecho                     | Lugar                           | 4º                                              | 10º                                                        | 11º                                                        | 12º                                                     | 10º                                                      | 5º                                                 | 2º                                             | 10º                                                      | 6º                                                     | 7º                                              | 3º                                                     | 1º                                           |
|                              |                                 | Artista: Ricardo Soler / Canção: "Gratia plena" | Artista: Pedro Macedo / Canção: "Outono em forma de gente" | Artista: Tó Martins / Canção: "Amanhã começa o meu futuro" | Artista: Gerson Santos / Canção: "Redescobrir Portugal" | Artista: Joana Leite / Canção: "Amor é maior que a vida" | Artista: Pamela Salvado / Canção: "Fica a saudade" | Artista: Cúmplices / Canção: "Será o que será" | Artista: Arménio Pimenta / Canção: "Um poema na bagagem" | Artista: Carlos Costa / Canção: "Queres que eu dance?" | Artista: Vânia Osório / Canção: "O mundo passa" | Artista: Rui Andrade / Canção: "Amor a preto e branco" | Artista: Filipa Sousa / Canção: "Vida minha" |
| Canções Pontuadas            |                                 |                                                 |                                                            |                                                            |                                                         |                                                          |                                                    |                                                |                                                          |                                                        |                                                 |                                                        |                                              |

Legenda
| Cor              | Resultado                      |
| ---------------- | ------------------------------ |
| Ouro             | Vencedor                       |
| Prata            | 2º lugar                       |
| Bronze           | 3º lugar                       |
| Bege             | 0 (zero) pontos                |
| Vermelho Indiano | Pontuação Nula ("Null Points") |

## No Azerbaijão (Baku)
Portugal fez a sua performance em 6º lugar, na segunda semi-final no dia 24 de Maio. Depois da votação Filipa Sousa acabou em 13º lugar com 39 pontos, não se qualificando para a final.

### Pontos dados por Portugal

#### Semi final
| 12 pontos | Estónia              |
| 10 pontos | Suécia               |
| 8 pontos  | Sérvia               |
| 7 pontos  | Lituânia             |
| 6 pontos  | Bulgária             |
| 5 pontos  | Bósnia e Herzegovina |
| 4 pontos  | Eslováquia           |
| 3 pontos  | Noruega              |
| 2 pontos  | Ucrânia              |
| 1 ponto   | Geórgia              |

#### Final
| 12 pontos | Espanha  |
| 10 pontos | Alemanha |
| 8 pontos  | Rússia   |
| 7 pontos  | Estónia  |
| 6 pontos  | Moldávia |
| 5 pontos  | Sérvia   |
| 4 pontos  | Roménia  |
| 3 points  | Suécia   |
| 2 points  | Itália   |
| 1 point   | Ucrânia  |

| 12 points              | 10 points              | 8 points                         | 7 points | 6 points             |
| ---------------------- | ---------------------- | -------------------------------- | -------- | -------------------- |
|                        |                        | - França                         |          | - Países Baixos      |
| 5 points               | 4 points               | 3 points                         | 2 points | 1 point              |
| - Noruega - Eslováquia | - Bósnia e Herzegovina | - Croácia - Alemanha - Eslovénia |          | - Lituânia - Turquia |